# Fröjerum (naturreservat)
Fröjerum är ett naturreservat i Åtvidabergs kommun i Östergötlands län.
Området är naturskyddat sedan 2001 och är 81 hektar stort. Reservatet omfattar höjder mellan sjöarna Såken och Trihörn, norr om byn Fröjerum.  Reservatet består av lövrik naturskog.